# Rhachoepalpus tucumanus
Rhachoepalpus tucumanus är en tvåvingeart som beskrevs av Blanchard 1941. Rhachoepalpus tucumanus ingår i släktet Rhachoepalpus och familjen parasitflugor. Inga underarter finns listade i Catalogue of Life.